# Neuilly-le-Réal
Neuilly-le-Réal je naselje in občina v osrednjem francoskem departmaju Allier regije Auvergne. Leta 1999 je naselje imelo 1.303 prebivalce.

## Geografija
Kraj leži v pokrajini Bourbonnais 14 km jugovzhodno od središča departmaja Moulinsa.

## Administracija
Neuilly-le-Réal je sedež istoimenskega kantona, v katerega so poleg njegove vključene še občine Bessay-sur-Allier, Chapeau, La Ferté-Hauterive, Gouise, Mercy, Montbeugny, Saint-Gérand-de-Vaux in Saint-Voir s 4.908 prebivalci.
Kanton je sestavni del okrožja Moulins.

1. ↑  »Populations légales 2016«. Nacionalni inštitut za statistične in gospodarske raziskave. Pridobljeno 25. aprila 2019.